# Pascal Mariini
Pascal Mariini  est un footballeur professionnel français né le 28 novembre 1960 à Le Cannet dans les Alpes-Maritimes. Il joue au poste d'attaquant du début des années 1980 au début des années 1990.